# Pantoporia jinoides
Pantoporia jinoides är en fjärilsart som beskrevs av Moore 1898. Pantoporia jinoides ingår i släktet Pantoporia och familjen praktfjärilar. Inga underarter finns listade i Catalogue of Life.